# Възкресение на мъртвите
Вижте пояснителната страница за други значения на Възкресение.
Възкресение на мъртвите е вярата, отнасяща се до последните времена (виж есхатология в християнството, юдаизма и т.н.), че мъртвите ще бъдат върнати към живот в нови тела, като повечето Християни вярват във възкресението на всички мъртви, някои вярват във възкресението на някои, на значимите от тях, които са избрани, а има и такива, които вярват, че това вече се е случило в миналото и това е пример за християнски пълен претеризъм.

## В Християнството
В най-старите текстове на Новия Завет Апостол Павел настоява, че възкресението не включва „плът и кръв“ (Коринтяни 15:50), настоявайки, че вместо това ще бъдат върнати в духовно или от дух тяло (Коринтяни 15:44). В Евангелията все пак, възкресението на Иисус има значително ударение върху възкресението в плът, като например разказът за празния гроб при Марко (16:2 – 7), а после и жената, която прегръща краката на възкръсналия Исус в Матей (28:9).
„Възкресение на праведните“ е споменато в Лука 14:14. Във връзка с възкресението Исус казва:
| „ | Йоан 11:24 – 25 ::24 Казва Му Марта: Зная, че ще възкръсне във възкресението на последния ден. ::25 Исус ѝ рече: Аз съм възкресението и живота; който вярва в Мене, ако и да умре, ще живее;. | “ |